# Lago Nettilling
El lago Nettilling ( /'nEtS.Il.IN/) es un lago de agua dulce localizado en el sur de la isla Baffin, en la Región Qikiqtaaluk, en el territorio de Nunavut, Canadá. El lago se halla en la gran planicie de Koukdjuak, 280 km al noroeste de Iqaluit. El círculo polar ártico cruza el lago. El nombre del lago es de origen inuktitut, derivado del nombre dado a la foca anillada (netsilak). Franz Boas exploró la orilla sur en 1884.
Con un área de 5542 km² una longitud máxima de  123 km, es el 30.º lago más grande del mundo por área, y el lago más grande del mundo en una isla.
El lago Nettilling es el mayor lago de Nunavut y el undécimo por tamaño de Canadá, siendo uno de los mayores enteramente en su territorio. Se alimenta del segundo lago en tamaño de la isla de Baffin, el lago Amadjuak, así como de otros lagos y torrentes menores. Desagua hacia el oeste por el río Koukdjuak en la cuenca Foxe. La mitad oriental del lago posee numerosos islotes mientras que la parte oeste es más profunda y sin islas. El lago permanece helado la mayor parte del año. La foca anillada habita el lago y tan solo se han hallado tres especies de peces: la trucha ártica, así como el espinoso de nueve espinas y ek espinoso o espinocho. La tundra que rodea el lago es un importante lugar de cría y alimentación del caribú.

## Véase también

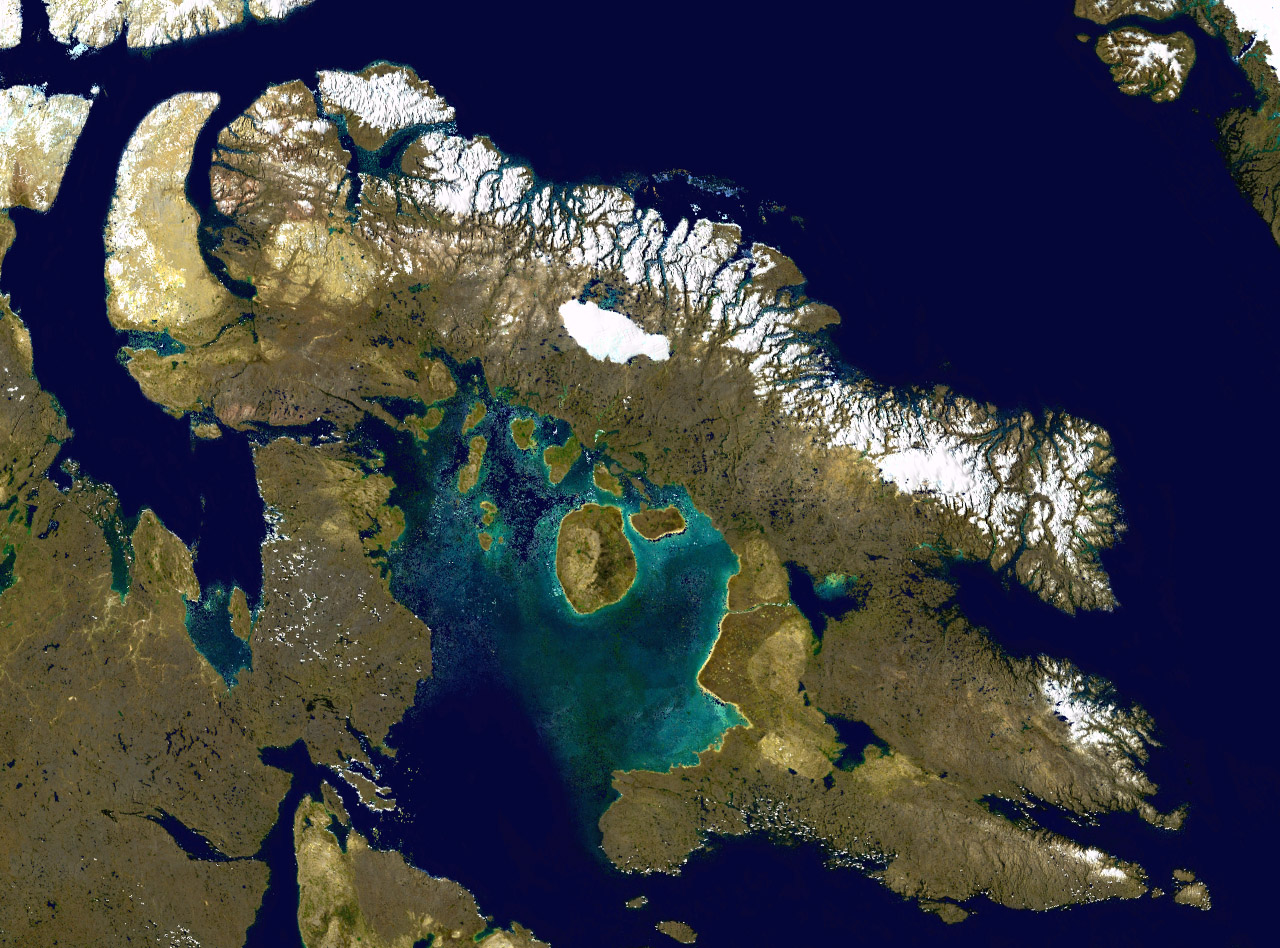
Vista de la isla de Baffin. Los dos lagos visibles sin hielo son el Nettilling, al norte, y el lago Amadjuak, al sur.

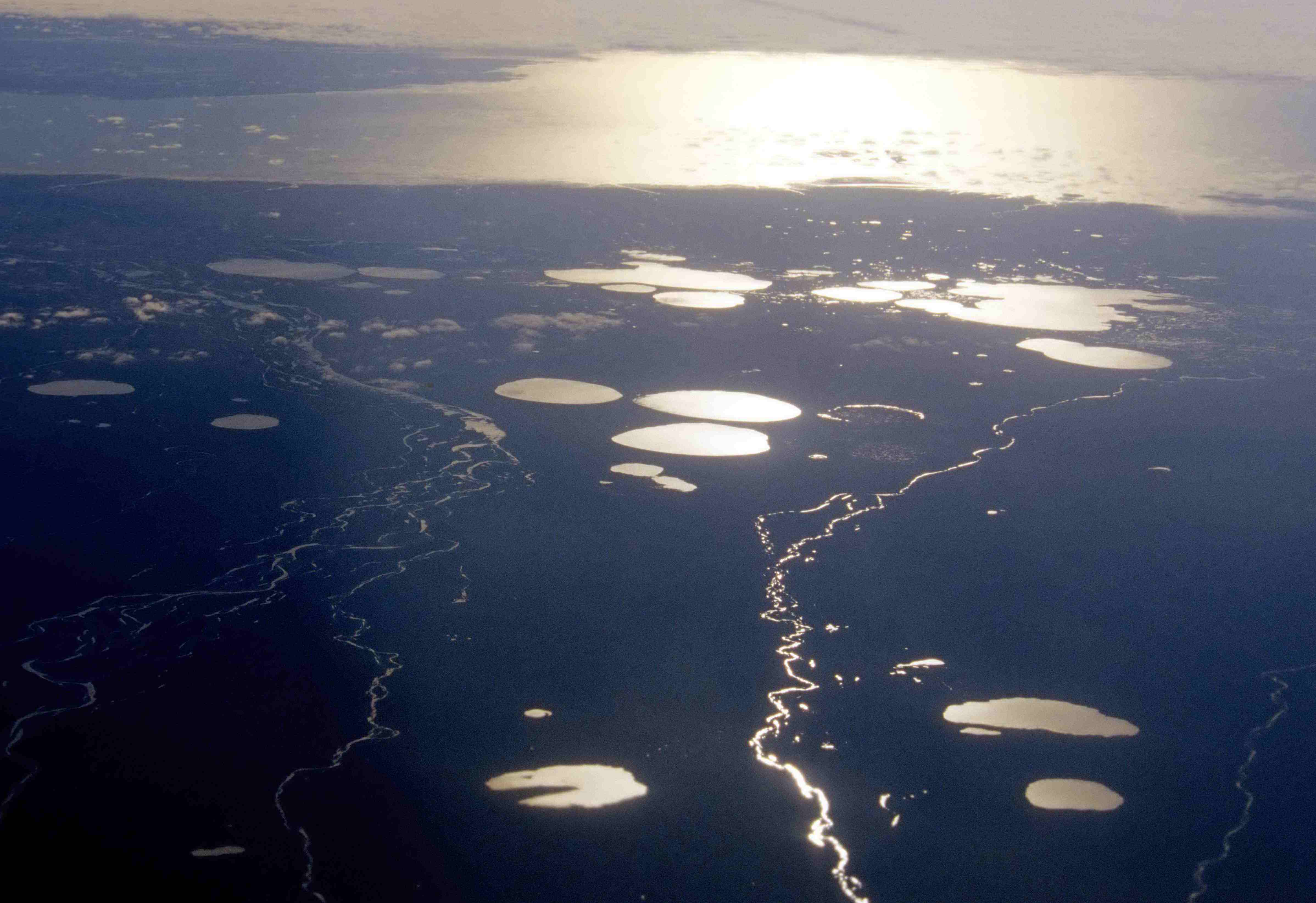
Gran planicie de Koukdjuak y el lago Nettilling (2002)